# Widelczyk

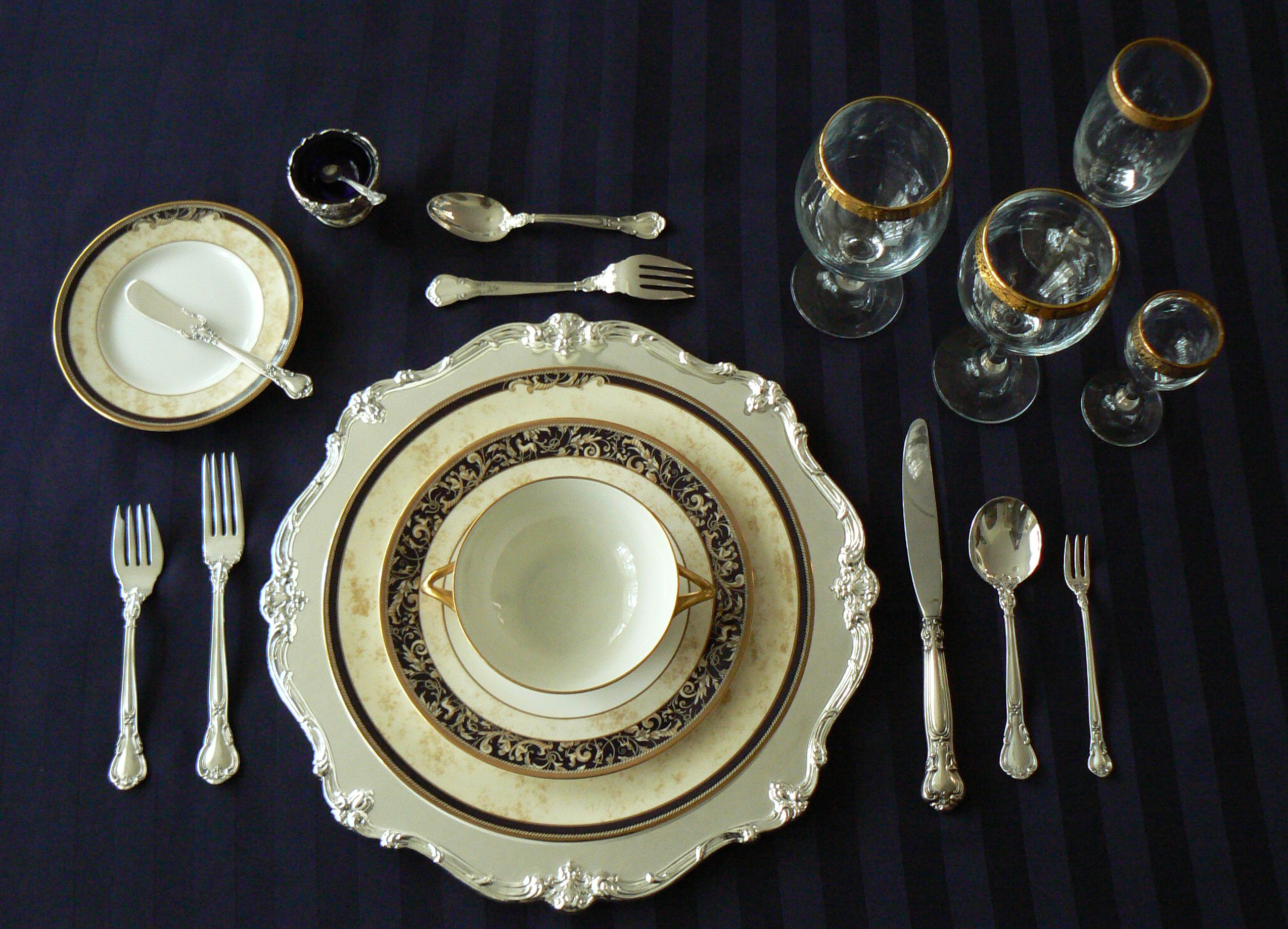
Nakrycie stołu z widelczykiem powyżej talerza

Widelczyk – mały widelec, w zależności od sytuacji mogący służyć do jedzenia przystawki (np. śledzi) lub deseru (owoców, ciasta).
Nakrywając do stołu widelczyk kładzie się nad talerzem, ale poniżej łyżeczki. Widelczyka można użyć do nałożenia na talerz ananasa, którego jednak się je używając noża i widelca. Widelczyka używa się do jedzenia banana, kiwi i innych niewielkich owoców lub kawałków owoców, które są na tyle małe, że można je podnieść do ust.